# 6939 Lestone
A 6939 Lestone (ideiglenes jelöléssel 1952 SW1) a Naprendszer kisbolygóövében található aszteroida. Leland Cunningham fedezte fel 1952. szeptember 22-én.